# Portada
Viquipèdia

L'enciclopèdia lliure que tothom pot editar.

770.618 articles

1.206 participants actius

Viquipèdia

L'enciclopèdia lliure que tothom pot editar
770.618 articles

1.206 participants actius
| Col·labora-hi | Article a l'atzar |

- Article del dia

Castellar del Vallès
Castellar del Vallès (antigament, Sant Esteve de Castellar) és una ciutat de 23.238 habitants situada al nord de la comarca del Vallès Occidental. La seva superfície és de 44,9 quilòmetres quadrats i es troba a 331 metres sobre el nivell del mar. Pertany al partit judicial de Sabadell, es troba a l'àmbit funcional metropolità de Barcelona i la seva parròquia pertany al Bisbat de Terrassa i a l'arxiprestat de Sabadell Centre. El seu alcalde és Ignasi Giménez Renom representant del Partit dels Socialistes de Catalunya.

El patró de la ciutat és Sant Esteve, tot i que Sant Josep té una presència força important a la vila: anualment se celebra una fira en el seu honor durant la diada de Sant Josep. - Vegeu informació sobre la imatge

Castellar del Vallès

Castellar del Vallès (antigament, Sant Esteve de Castellar) és una ciutat de 23.238 habitants situada al nord de la comarca del Vallès Occidental. La seva superfície és de 44,9 quilòmetres quadrats i es troba a 331 metres sobre el nivell del mar. Pertany al partit judicial de Sabadell, es troba a l'àmbit funcional metropolità de Barcelona i la seva parròquia pertany al Bisbat de Terrassa i a l'arxiprestat de Sabadell Centre. El seu alcalde és Ignasi Giménez Renom representant del Partit dels Socialistes de Catalunya.
El patró de la ciutat és Sant Esteve, tot i que Sant Josep té una presència força important a la vila: anualment se celebra una fira en el seu honor durant la diada de Sant Josep.
- Imatge del dia

Micrografia histopatològica de l'àcid hialurònic de la pell humana. - Vegeu informació sobre la imatge

Imatge del dia

Micrografia histopatològica de l'àcid hialurònic de la pell humana.
- Projecte destacat

Les dones fan coses
Reduïm el biaix de gènere editant entrades d'obres, descobriments, institucions o qualsevol altra manifestació feta o protagonitzada per dones. Ajudeu-nos-hi!
(Informació de la imatge)

Projecte destacat: Les dones fan coses

Reduïm el biaix de gènere editant entrades d'obres, descobriments, institucions o qualsevol altra manifestació feta o protagonitzada per dones. Ajudeu-nos-hi!
(Informació de la imatge)

## Castellar del Vallès
Castellar del Vallès (antigament, Sant Esteve de Castellar) és una ciutat de 23.238 habitants situada al nord de la comarca del Vallès Occidental. La seva superfície és de 44,9 quilòmetres quadrats i es troba a 331 metres sobre el nivell del mar. Pertany al partit judicial de Sabadell, es troba a l'àmbit funcional metropolità de Barcelona i la seva parròquia pertany al Bisbat de Terrassa i a l'arxiprestat de Sabadell Centre. El seu alcalde és Ignasi Giménez Renom representant del Partit dels Socialistes de Catalunya.
El patró de la ciutat és Sant Esteve, tot i que Sant Josep té una presència força important a la vila: anualment se celebra una fira en el seu honor durant la diada de Sant Josep.

## Imatge del dia
Micrografia histopatològica de l'àcid hialurònic de la pell humana.

## Projecte destacat:Les dones fan coses
Reduïm el biaix de gènere editant entrades d'obres, descobriments, institucions o qualsevol altra manifestació feta o protagonitzada per dones. Ajudeu-nos-hi!
(Informació de la imatge)
La Generalitat de Catalunya rebaixa, en més d'un centenar de municipis, les restriccions imposades per l'episodi de sequera al país, gràcies a les pluges del mes de març.
Un incendi en una discoteca de Kòtxani, a Macedònia del Nord, deixa 59 morts i més de 155 ferits.
La Bressola surt al carrer a Perpinyà per reclamar a les autoritats el suport econòmic necessari per garantir la continuïtat de l'entitat nord-catalana.
Justin Trudeau dimiteix oficialment i, al seu torn, Mark Carney pren possessió com a 24è primer ministre del Canadà.
Imatge nocturna de Kòtxani
Defuncions recents:
Teresa Juvé · 
Grazia M. Spinazzi · 
Sofia Gubaidúlina · 
Blanca Castilla
- Teresa Juvé Acero
Teresa Juvé Acero (Madrid, 7 de febrer de 1921 - 18 de març de 2025), que signa Teresa Juvé, fou una pedagoga i escriptora catalana.
(Informació sobre la imatge)
- Lamine Yamal Nasraoui Ebana
Lamine Yamal Nasraoui Ebana (Esplugues de Llobregat, 13 de juliol de 2007), conegut simplement com a Lamine Yamal, és un futbolista professional català que juga com a davanter al FC Barcelona. L'any 2023 es va convertir en el jugador culer més jove en debutar en un partit de la primera divisió espanyola de futbol i també en el jugador més jove de la història en debutar amb la selecció espanyola d'aquest esport.
(Informació sobre la imatge)
- Josep Pallach i Carolà
Josep Pallach i Carolà (Figueres, 10 de febrer de 1920 - l'Hospitalet de Llobregat, 11 de gener de 1977) fou un mestre, pedagog i polític català. Membre d'una família pagesa, fill de Miquel Pallach i Quimeta Carolà, el seu germà Emili Pallach i Carolà també fou polític. Va ser alumne de l'IES Ramon Muntaner de Figueres. Es casà amb Teresa Juvé i va tenir una filla, Antònia.
(Informació sobre la imatge)
- Adolescence
Adolescence és una minisèrie dramàtica de Netflix del 2025 creada i escrita per Jack Thorne i Stephen Graham i dirigida per Philip Barantini. S'ha subtitulat al català.
(Informació sobre la imatge)

Richard Strauss
« 18 de març · 19 de març · 20 de març »
| Commons Repositori multimèdia* Viquinotícies Periodisme lliure Meta-Wiki Coordinació de projectes* Viccionari Diccionari i tesaurus Wikidata Base de dades* Viquillibres Llibres de text i manuals Viquidites Citacions i frases fetes Viquitexts Publicacions d'origen Viquiespècies Directori d'espècies* Wikiversity Eines d'aprenentatge* Wikivoyage Guia de viatges* MediaWiki Programació wiki* |
| *Projecte sense versió en català o parcialment traduït |